# Bos frontalis
Bos frontalis (nome científico), também chamado de gaial (Gayal) ou mithun, é uma espécie domesticada de bovídeo do género bos, que ocorre na Ásia. É considerado a forma doméstica do Gauro ou uma subespécie (Bos gaurus frontalis) do mesmo, ou ainda uma população híbrida do gauro com gado bovino (Bos taurus) doméstico.
Em relação ao número de cromossomos o gado bovino (Bos taurus) tem 60 pares, o Gayal 58 e o Gauro 56. Neste caso aparentam serem três espécies distintas.

## Galeria

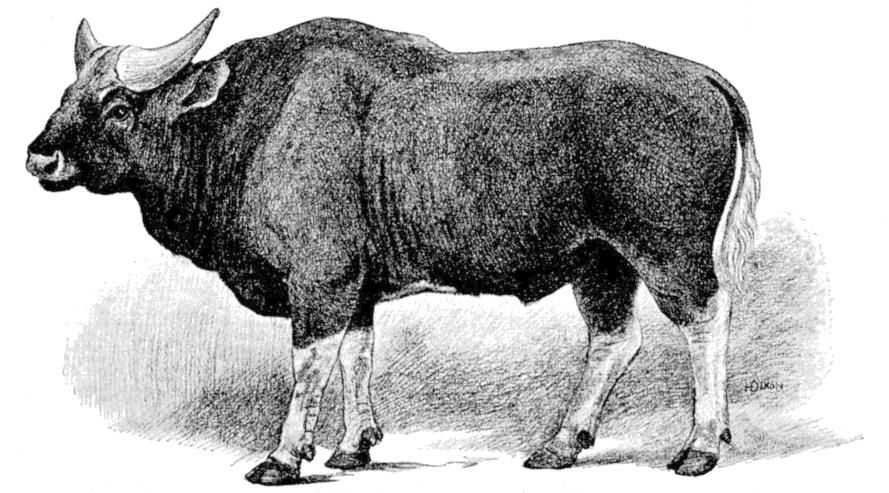
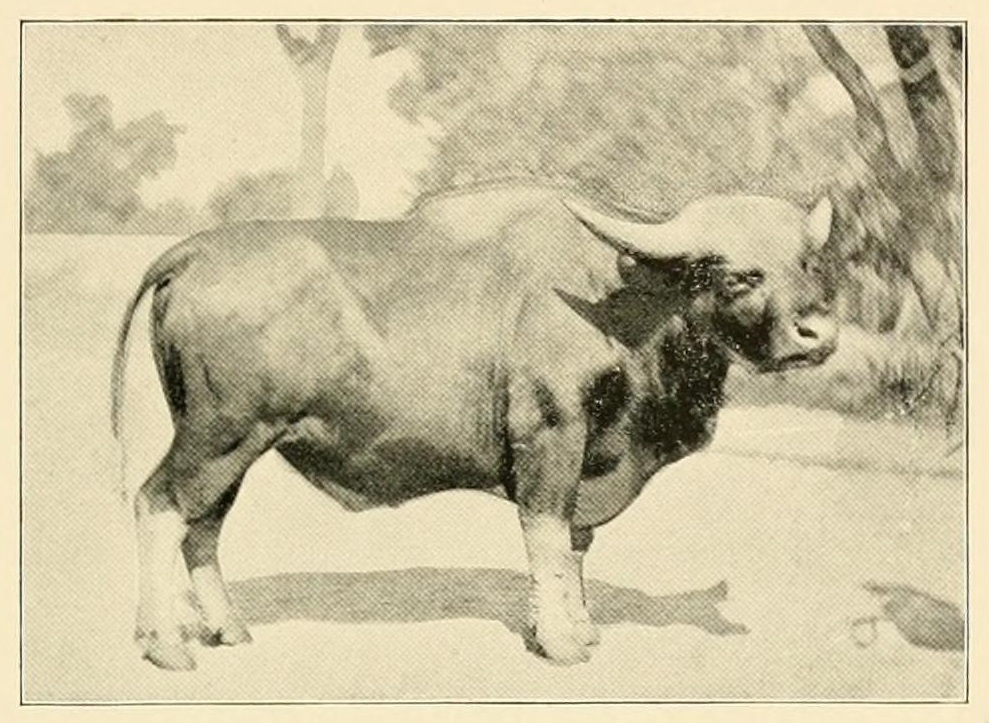
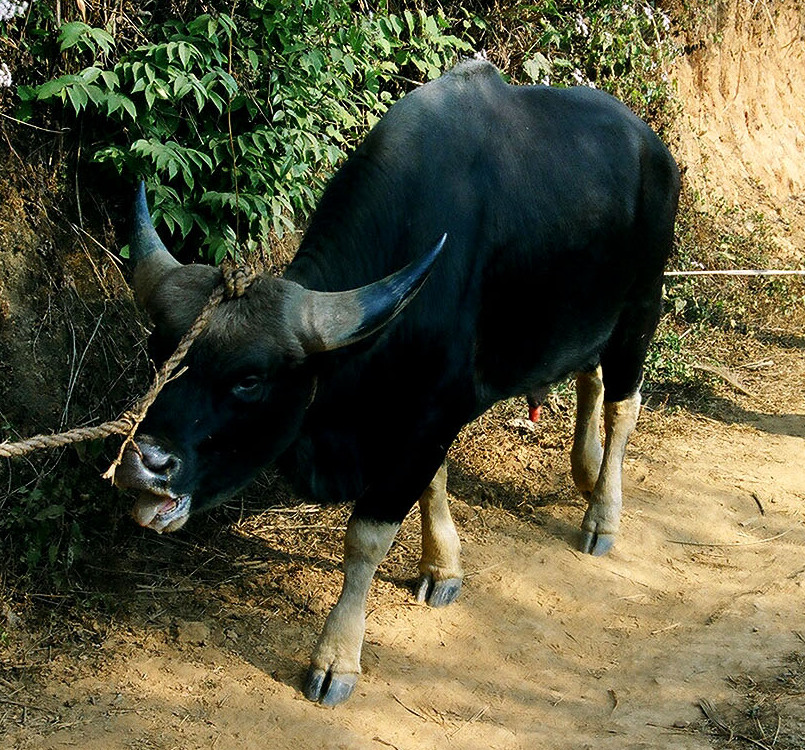
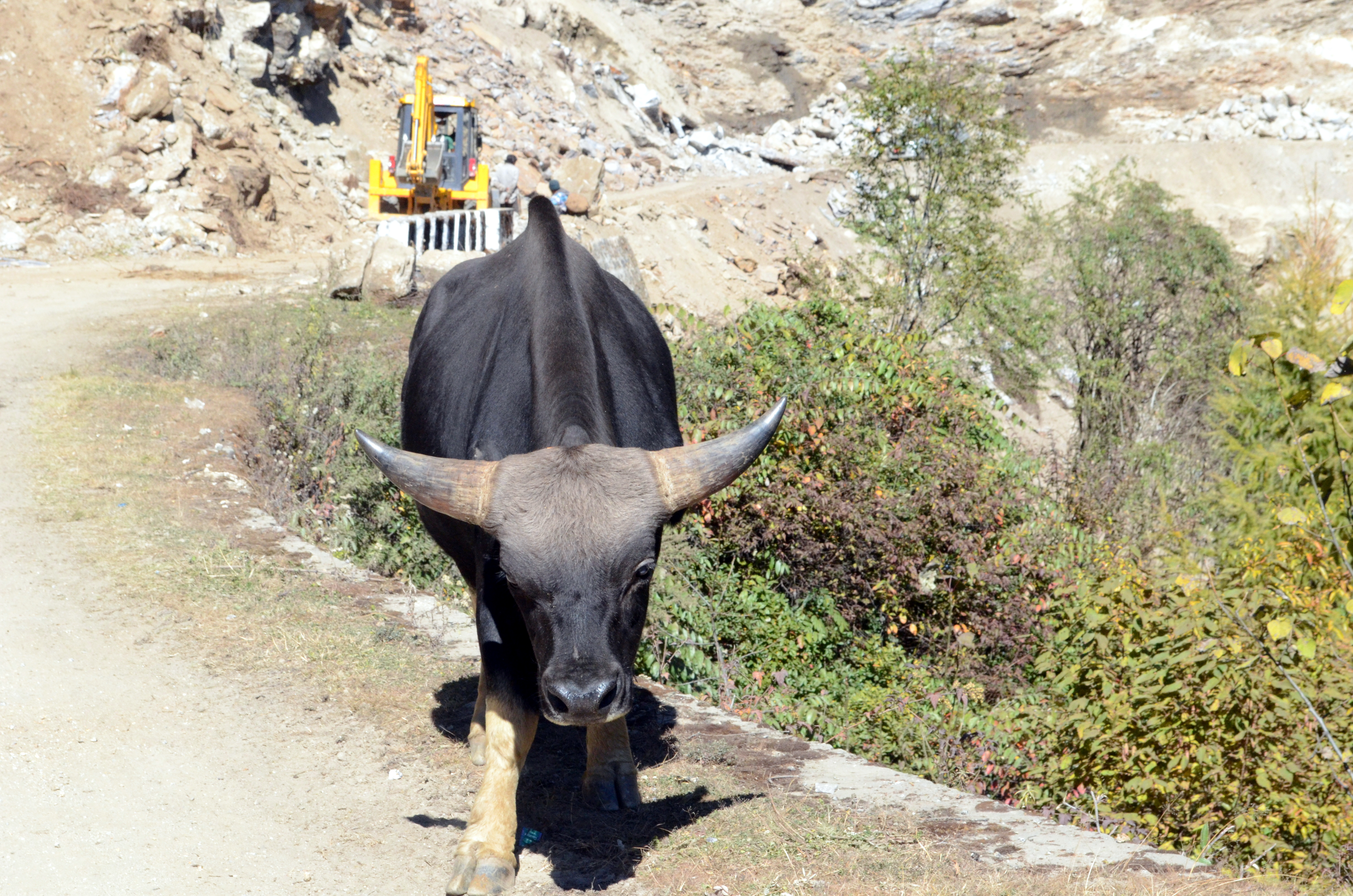
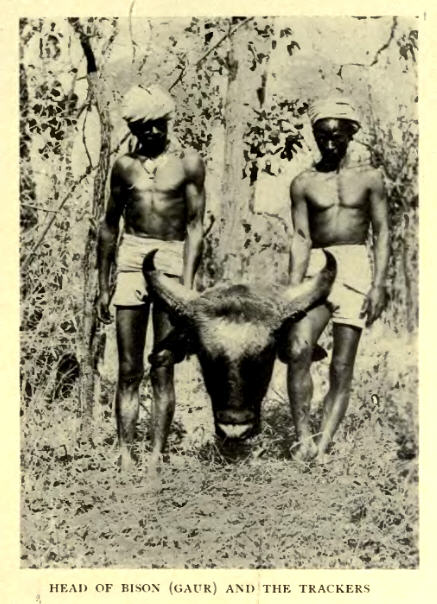
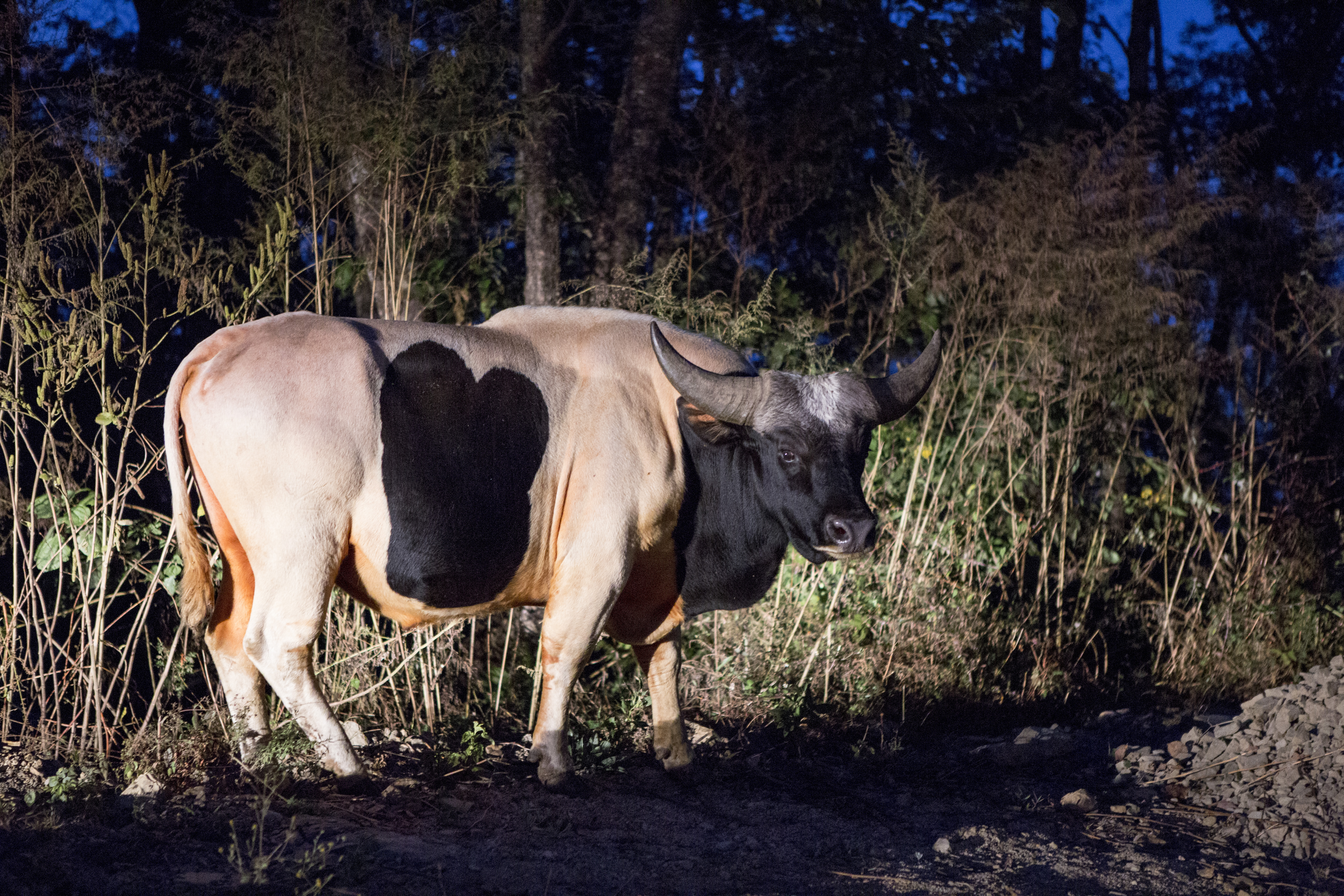